# エステティックサロン
エステティックサロン（Aesthetic salon）とは、美容、スキンケア、エステティック、化粧などで容姿を美しくする業を行うための美容所。美容師法により規定されており、開設には都道府県知事への届出が必要となり、管轄の保健所（保健センター）に登録する。届出には、美容師免許が必要となる。

## 美容師法
美容師法（昭和32年度法律第163号）により、以下の項に関して定められている。
- 第七条:美容所以外の場所における営業の禁止
- 第十一条:美容所の位置等の届出
- 第十二条:美容所の使用
- 第十二条の二:地位の承継
- 第十二条の三:管理者
- 第十三条:美容所について講ずべき措置
- 第十四条:立入検査
- 第十五条:閉鎖命令

その他の関連法規は、景品表示法、薬機法、医師法、あはき法。

## その他の美容術
- 痩身には、スリミングトリートメントには、セロファンボディラップ、マッサージ、クリームやローションの使用および身体から脂肪を分解または溶かすなどの機械的工夫が要視されている。技術ベースの治療法の1つに、「電気筋肉刺激」（EMS）と呼ばれるものがある。
- 脱毛には、クリーム、あせ薬、ワックス、漂白剤、カミソリや、電気脱毛「スレッディング」方法という折り畳まれた糸を使用して髪を引き抜く技術がある。
- 乳房マッサージ、電気機器に取り付けられた吸引カップによる刺激およびさまざまなクリームの使用があげられる[2]。

## 違法行為
エステティックサロンの問題は、消費者センターに様々な苦情が寄せられている。2002年・毎日デイリーニュースインタラクティブは、日本のエステティックサロンでの医療過誤に関する記事を掲載。報告書はまた、レストラン裏で偽の店を経営しているといった免許を持っていない所有者の逮捕を引用。またある女性の、髪が太くて粗いので特別な注意が必要だと主張して、その顧客に法外なお金を請求するといったこうした事件を含んだエステにまつわるすべての事件に対応して日本政府は、エステティシャン向けの審査システムの方法と、サロン労働者のトレーニングを規制および改善する方法を調査研究し始めている。